# All I Have (Amerie)
All I Have è il primo album discografico in studio della cantante statunitense Amerie, pubblicato nel 2002.

## Tracce
Tutti i brani sono di Rich Harrison, tranne dove indicato.
1. Why Don't We Fall in Love – 2:39
2. Talkin' to Me – 3:54
3. Nothing Like Loving You – 3:51
4. Can't Let Go – 4:21
5. Need You Tonight (Rich Harrison, Miroslav Vitous)– 3:49
6. Got to Be There (Rich Harrison, Greg Lake)– 3:01
7. I Just Died – 3:29
8. Hatin' on You – 3:57
9. Float – 4:03
10. Show Me – 4:14
11. All I Have – 4:08
12. Outro (Rich Harrison, Amerie Rogers, Cory Rooney) – 1:03

## Classifiche
| Classifica (2002)           | Posizione raggiunta |
| --------------------------- | ------------------- |
| Stati Uniti (Billboard 200) | 9                   |